# Rolf-Göran Bengtsson
Rolf-Göran Bengtsson (* 2. Juni 1962 in Lund, Skåne län) ist ein schwedischer Springreiter und Einzelsilbermedaillengewinner der Olympischen Sommerspiele 2008.
Von Januar bis Oktober 2012 war er als erster Schwede Weltranglistenerster im Springreiten. Im Juni 2013 belegt er Rang neun der Weltrangliste.

## Werdegang
Rolf-Göran Bengtsson wuchs als Sohn eines Pferdezüchters und ländlichen Reiters auf. Bereits zu Schulzeiten startete er in seiner Heimat bei Reitturnieren, 1977 und 1979 wurde er schwedischer Meister in der Pony-Vielseitigkeit. Nach Abschluss seiner Schullaufbahn machte Bengtsson eine Ausbildung als Mechaniker für Landmaschinen und arbeitete anschließend auch sechs Jahre in diesem Beruf. Anschließend ging Bengtsson für zwei Monate in den Stall des britischen Springreiters David Broome. Infolgedessen baute Bengtsson den elterlichen Betrieb zu einem Ausbildungsstall um und nahm Pferde in Beritt. 1997 bekam er von Jan Tops das Angebot, in dessen Stall in Valkenswaard als Bereiter tätig zu werden. Bengtsson nahm dieses Angebot an und verpachtete die elterliche Anlage – was bis heute der Fall ist. Seit dem Jahr 2003 betreibt Rolf-Göran Bengtsson zusammen mit dem ehemaligen dänischen Springreiter Bo Kristoffersen einen Turnierstall auf der Anlage von Breido Graf zu Rantzau in der Nähe von Itzehoe.
Erste Erfolge bei internationalen Championaten feierte Rolf-Göran Bengtsson in den Jahren 1994 bis 1996 mit dem Pferd Paradiso.
In den Jahren 2006 bis 2009 trat er mit dem Pferd Ninja bei internationalen Championaten an. Bei den Weltreiterspielen 2006 in Aachen erreichte er den 12. Rang mit der Mannschaft und den 19. Rang in der Einzelwertung. Bei der Europameisterschaft 2007 in Mannheim erritt er den 5. Rang mit der Mannschaft und den 32. Rang in der Einzelwertung. Einen der größten Erfolge seiner Karriere konnte er feiern, als er bei den Olympischen Spielen 2008 in der Einzelwertung die Silbermedaille gewann. Hier wurde er mit der Mannschaft Achter. Den 8. Rang in der Mannschaftswertung und den 7. Rang in der Einzelwertung erreichte Rolf-Göran Bengtsson bei den Europameisterschaften 2009 in Windsor.
Bei den Europameisterschaften 2011 gewann er mit Ninja erstmals Einzelgold, mit der Mannschaft wurde er Fünfter. Im Jahr 2012 wurde er mit Casall Sechster beim Weltcupfinale.
Bei der Eröffnungsfeier der Olympischen Sommerspiele 2012 wurde ihm die Ehre zuteil, Fahnenträger der schwedischen Mannschaft zu sein.

## Privatleben
Bengtsson lebt in Breitenburg in Schleswig-Holstein, wo er die Stall Bengtsson & Kristoffersen GmbH betreibt. Die Stall Bengtsson & Kristoffersen GmbH hat im Schloss Breitenburg Stallungen gepachtet. Bengtsson ist seit 10. August 2015 mit der deutschen Springreiterin Evi Penzlin verheiratet. Sie haben eine gemeinsame Tochter (* 2014). Am 13. Juni 2015 wurde Penzlin beim Balve Optimum Deutsche Meisterin der Damen.

## Pferde

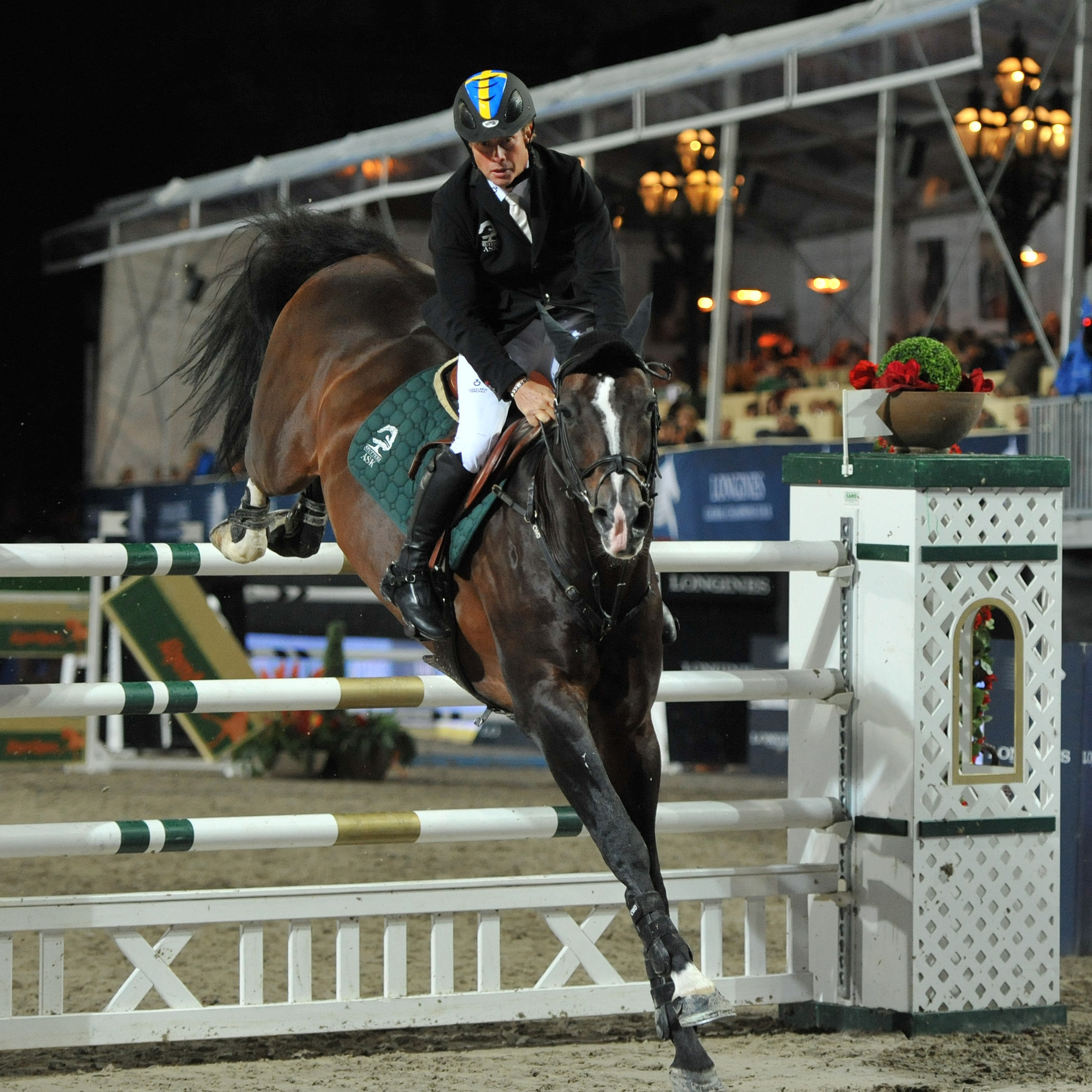
Rolf-Göran Bengtsson mit Casall bei den Vienna Masters 2013

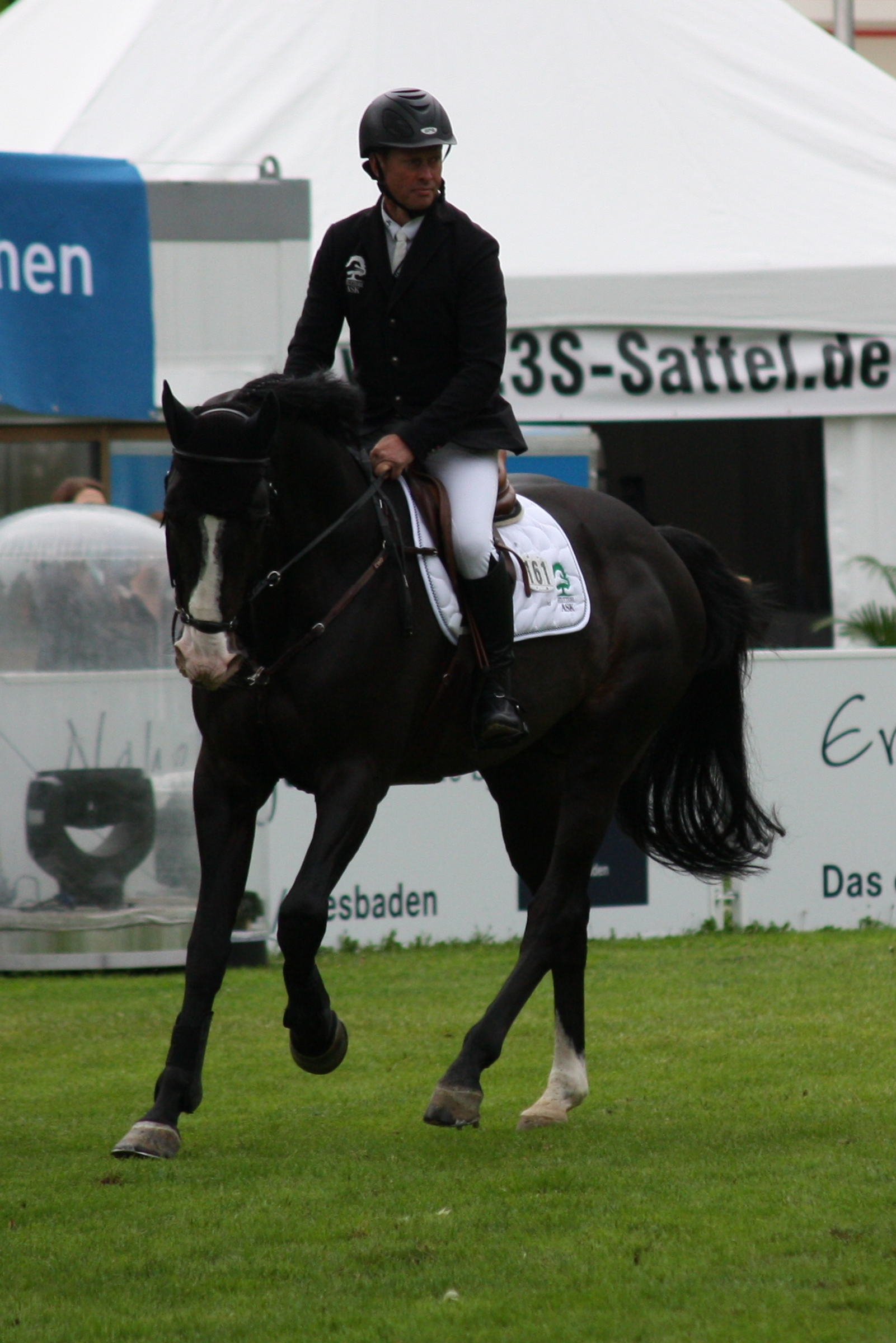
Rolf-Göran Bengtsson mit Quintero Ask beim Pfingstturnier Wiesbaden 2013 (CSI 5*)

### Aktuelle Pferde
Die aufgeführten Pferde gehören dem Reiter selbst und/oder dem Verband der Züchter des Holsteiner Pferdes. Zudem kooperiert Bengtsson mit dem dänischen Gestüt Ask, welches von Kjeld Kirk Kristiansen gegründet wurde. Bis zum Weltcupfinale 2013 sponsert der mexikanische Unternehmer Alfonso Romo Bengtsson.
- Cultino EB (* 2019), Holsteiner Dunkelfuchs-Hengst, Vater: Casaltino, Muttervater: Colman
- Caillan (* 2015), brauner Holsteiner Wallach, Vater: Casall Ask, Muttervater: Carry
- Cznoopy EB (* 2018), brauner Holsteiner Wallach, Vater: Casall Ask, Muttervater: Colman
- Davis 17 (* 2017), schwarzbrauner Holsteiner Wallach, Vater: Diarado, Muttervater: Casall

### Ehemalige Turnierpferde
- Pialotta (1991–2017), Westfale dunkelbraune Stute, Vater: Pilot, Muttervater: Akitos xx, zuerst von Lynne Little im Sport vorgestellt, bis 2002 von Rolf-Göran Bengtsson geritten, dann bis Ende 2004 von Tatiana Freytag von Loringhoven geritten, dann bis April 2005 von Steve Guerdat geritten, ab Mai 2005 von Edwina Alexander geritten, Ende 2008 aus dem Sport verabschiedet[9][10][11]
- Mac Kinley (1994–2018), brauner KWPN-Wallach, Vater: Goodwill, Muttervater: Nimmerdor, wurde ab Herbst 2007 von Mario Stevens geritten[12][13]
- Cellestial (1994–2023), Oldenburger Schimmelhengst, Vater: Cantus, Muttervater: Windesi xx, zuerst von Heiko Schmidt im Sport vorgestellt, bis Anfang 2005 von Rolf-Göran Bengtsson geritten, dann von Jan Peters geritten, von Herbst 2005 bis Anfang 2006 von René Tebbel geritten, 2006 von André Thieme, 2008 von Katrin Schmidt geritten[14][15][16]
- Ninja la Silla (* 1995), KWPN-Dunkelfuchs-Wallach, Vater: Guidam, Muttervater: Lys de Darmen, bis 2005 von Giorgio Nuti geritten, 2013 aus dem Sport verabschiedet[17][18][19]
- Tepic la Silla (1988–2023), brauner KWPN-Wallach, Vater: Akteur, Muttervater: Irak, ab 1995 von Alfonso Romo geritten, ab 2002 in Jan Tops Stall von Steve Guerdat geritten, 2004 von Antonio Chedraui geritten, 2005 und 2006 von Rolf-Göran Bengtsson geritten, im Jahr 2006 aus dem Sport verabschiedet[20][21]
- Grandina 22 (* 1996), Rheinländer Dunkelfuchs-Stute, Vater: Gragenit, Muttervater: Larome, bis Ende 2007 von Rolf-Göran Bengtsson geritten, 2008 von Philipp Weishaupt, Ludger Beerbaum und Marco Kutscher geritten[22][23]
- Quintero Ask (* 1998), dunkelbrauner Holsteiner Hengst, Vater: Quantum, Muttervater: Chamonix, Anfang 2014 aus dem Sport verabschiedet[24]
- Kiara la Silla (* 1999), SWB-Schimmelstute, Vater: Cardento, Muttervater: Nurprimus, teilweise auch von Alfonso Romo und Simon Nizri geritten[25][26][27]
- Carusso LS la Silla (* 2002), Mexikaner Rapphengst des Zuchtbuches La Silla, Vater: Montebello La Silla (ex Portofino), Mutter: Catosca (war unter dem Namen Carrera mit Jean-Claude Van Geenberghe Siegerin im Großen Preis von Aachen)[28][29], Muttervater: Joost, zuletzt im Juni 2017 von Felicie Bertrand im internationalen Sport eingesetzt
- Casall Ask (* 1999), brauner Holsteiner Hengst, Vater: Caretino Z, Muttervater: Lavall I; im Mai 2017 nach einem Sieg in der Global Champions Tour-Etappe von Hamburg aus dem Sport verabschiedet[30]
- Zuccero HV (* 2012), Holsteiner Schimmelhengst, Vater: Zirocco Blue VDL, Muttervater: Caretino Z, ab Ende April 2025 von Maximilian Weishaupt geritten
- Charaktervoll HV (* 2017), dunkelbrauner Holsteiner Hengst, Vater: Comme il faut NRW, Muttervater: Contendro I, Partnerschaft mit Holsteiner Verband Hengsthaltungs GmbH beendet
- Keaton HV (* 2016), brauner Holsteiner Hengst, Vater: Kannan, Muttervater: Contendro I, Partnerschaft mit Holsteiner Verband Hengsthaltungs GmbH beendet

## Erfolge

### Championate und Weltcup
- Olympische Sommerspiele
  - 1996, Atlanta, 10. Rang mit der Mannschaft, 47. Rang in der Einzelwertung, mit Paradiso
  - 2004, Athen: 2. Platz mit der Mannschaft, 4. Platz im Einzel, mit Mac Kinley
  - 2008, Hongkong: 2. Platz in der Einzelwertung, 8. Platz mit der Mannschaft
  - 2024, Paris: 6. Platz mit der Mannschaft, 32. Platz in der Einzelwertung[33]
- Weltreiterspiele:
  - 1994, Den Haag: 11. Rang mit der Mannschaft, 17. Rang in der Einzelwertung, mit Paradiso
  - 2006, Aachen: 12. Rang mit der Mannschaft, 19. Rang in der Einzelwertung, mit Ninja
- Europameisterschaft:
  - 1995, St. Gallen: 7. Rang mit der Mannschaft, 15. Rang in der Einzelwertung, mit Paradiso
  - 1999: 6. Platz mit der Mannschaft, 29. Rang in der Einzelwertung, mit Roofs
  - 2001, Arnheim: 2. Platz mit der Mannschaft, 3. Platz im Einzel, mit Pialotta
  - 2005, San Patrignano: 8. Rang mit der Mannschaft, 24. Rang in der Einzelwertung, mit Mac Kinley
  - 2007, Mannheim: 5. Rang mit der Mannschaft, 32. Rang in der Einzelwertung
  - 2009, Windsor: 8. Rang in der Mannschaftswertung, 7. Rang in der Einzelwertung
  - 2011, Madrid: 5. Platz mit der Mannschaft, 1. Platz im Einzel, mit Ninja
  - 2013, Herning: 3. Platz in der Mannschaft und 4. Platz im Einzel, mit Casall
- Weltcupfinale
  - 2002, Leipzig: 7. Platz mit Pialotta
  - 2004, Mailand: 9. Platz mit Max Kinley
  - 2012, ’s-Hertogenbosch: 6. Platz mit Casall
  - 2013, Göteborg: 5. Platz mit Casall und Quintero

### Weitere Erfolge (ab 2004)
- 2004: 1. Platz im Großen Preis von Cannes (CSI 3*) mit Mac Kinley, 1. Platz im Großen Preis von Neuendorf (Schweiz, CSI 4*) mit Mac Kinley, 3. Platz im Großen Preis von Jardy (CSI 5*) mit Don Diego, 3. Platz in der Euroclassics-Gesamtwertung Bremen (CSI 4*) mit Cellestial, 1. Platz in der Weltcup-Wertungsprüfung von Helsinki mit Mac Kinley sowie mit der schwedischen Mannschaft 1. Platz im Nationenpreis von Falsterbo (CSIO 5*) mit Mac Kinley und 2. Platz im Nationenpreis von Buenos Aires-Haras el Capricho (CSIO 4*) mit Don Diego
- 2005:
  - Große Preise: 2. Platz in Amsterdam (CSI 4*-W) mit Cellestial, 1. Platz in Göteborg (CSI-W) mit Grandina, 1. Platz in Neuendorf (CSI 4*) mit Tepic, 2. Platz in Gelderland-De Steeg (CSI 3*) mit Tepic, 1. Platz in Monterrey-Hipico la Silla (CSI 3*) mit Chianti, 1. Platz in Oldenburg (CSI 3*) mit Tepic
  - Nationenpreise (mit der schwedischen Mannschaft): 2. Platz in Kopenhagen (CSIO 4*) mit Grandina, 2. Platz in Falsterbo (CSIO 5*) mit Mac Kinley, 1. Platz in Kecskemét (CSIO 4*-W) mit Grandina
- 2006:
  - Weltcup-Wertungsprüfungen: 2. Platz in Vigo mit Mac Kinley, 1. Platz in Monterrey-Hipico la Silla (CSI 4*-W) mit Chianti
  - Große Preise: 1. Platz in Vilhelmsborg bei Århus (CSI 2*) mit Serenata, 1. Platz in Neumünster (CSI 3*) mit Tepic, 1. Platz in Braunschweig (CSI 3*) mit Tepic, 2. Platz im Großen Preis von Aselage (CSI 3*) mit Grandina, 2. Platz in Tschernjachowsk (CSI 4*) mit Grandina, 1. Platz in Affalterbach (CSI 3*) mit Ninja, 1. Platz in Monterrey-Hipico la Silla (CSI 3*) mit Chianti, 2. Platz im German Master beim CSI 5*-W Stuttgart mit Mac Kinley, 2. Platz in München (CSI 4*, Riders-Tour-Wertungsprüfung) mit Ninja, 2. Platz im World Top Ten-Finale in Genf mit Mac Kinley
  - Nationenpreise (mit der schwedischen Mannschaft): 2. Platz in Rotterdam (CSIO 5*) mit Ninja
- 2007:
  - Weltcup-Wertungsprüfungen: 1. Platz in Monterrey-Hipico la Silla (CSI 4*-W) mit Ninja, 1. Platz in Helsinki (CSI 4*-W) mit Quintero
  - Große Preise: 2. Platz bei einem CSI 3* und 3. Platz bei einem CSI 3* in Arezzo mit Ninja, 3. Platz in Redefin (CSI 3*) mit Mac Kinley, 2. Platz in Hachenburg (CSI 3*) mit Ninja, 3. Platz in Barcelona (CSIO 5*) mit Ninja, 1. Platz in Monterrey-Hipico la Silla (CSI 4*) mit Ninja
  - Nationenpreise (mit der schwedischen Mannschaft): 3. Platz in Aachen (CSIO 5*) mit Ninja, 2. Platz in Barcelona (CSIO 5*, SSL-Finale) mit Ninja
- 2008:
  - Weltcup-Wertungsprüfungen: 3. Platz im Leipzig (CSI 4*-W) mit Ninja, 3. Platz in 's-Hertogenbosch (CSI 4*-W) mit Ninja
  - Große Preise: 1. Platz in Vilhelmsborg bei Århus (CSI 2*) mit Casall, 2. Platz in Braunschweig (CSI 4*) mit Ninja, 2. Platz in Falsterbo (CSIO 5*) mit Casall, 3. Platz im German Master beim CSI 5*-W Stuttgart mit Casall
- 2009:
  - Weltcup-Wertungsprüfungen: 3. Platz in Göteborg (CSI 5*-W) mit Quintero
  - Große Preise: 2. Platz in Bremen (Euroclassics, CSI 4*) mit Quintero, 1. Platz bei einem CSI 4* in Arezzo mit Ninja, 2. Platz in Valencia (CSI 5*, GCT-Wertungsprüfung) mit Ninja, 3. Platz in Paderborn (CSI 4*, Riders-Tour-Wertungsprüfung) mit Kiara, 3. Platz in Donaueschingen (CSI 3*) mit Casall, 1. Platz in Odense (CSI 3*) mit Casall, 3. Platz in Hannover (CSI 4*, Riders Tour-Wertungsprüfung) mit Ninja, 1. Platz in Stockholm (CSI 3*) mit Casall
  - Nationenpreise (mit der schwedischen Mannschaft): 2. Platz in Falsterbo (CSIO 5*) mit Kiara
- 2010:
  - Weltcup-Wertungsprüfungen: 1. Platz in 's-Hertogenbosch (CSI 5*-W) mit Casall, 3. Platz in Verona (CSI 5*-W) mit Casall, 3. Platz in Le Grand-Saconnex/Genf mit Quintero
  - Große Preise: 2. Platz in Paris-Grand Palais (CSI 5*) mit Casall, 1. Platz in Rotterdam (CSIO 5*) mit Casall, 1. Platz in Falsterbo (CSIO 5*) mit Casall, 2. Platz beim CHI Donaueschingen (CSI 3*) mit Quintero
  - Nationenpreise (mit der schwedischen Mannschaft): 1. Platz in Falsterbo (CSIO 5*) mit Casall
- 2011:
  - Weltcup-Wertungsprüfungen: 3. Platz in Bordeaux (CSI 5*-W) mit Ninja, 1. Platz in Lyon (CSI 5*-W) mit Casall, 3. Platz im Stuttgart (CSI 5*-W) mit Quintero, 2. Platz in Genf (CSI 5*-W) mit Casall
  - Große Preise: 3. Platz in Zürich (CSI 5*-W) mit Ninja, 1. Platz der Euroclassics-Einzelwertung Bremen (CSI 3*) mit Quintero, 3. Platz in Braunschweig (CSI 4*) mit Quintero, 2. Platz in Redefin (CSI 2*) mit Kiara, 1. Platz in Hamburg (CSI 5*, GCT-Wertungsprüfung) mit Casall, 1. Platz in Monaco (CSI 5*, GCT-Wertungsprüfung) mit Casall, 1. Platz in Roggel (CSI 2*) mit Carusso, 3. Platz in Oslo (CSI 5*-W) mit Kiara, 3. Platz in Oldenburg (CSI 2*) mit Ninja, 3. Platz in Basel (CSI 5*) mit Casall
  - Nationenpreise (mit der schwedischen Mannschaft): 2. Platz in Falsterbo (CSIO 5*) mit Ninja, 1. Platz im Promotional-League-Finale (CSIO 5* Barcelona) mit Quintero
- 2012:
  - Große Preise: 1. Platz in Redefin (CSI 2*) mit Carusso, 2. Platz in Hamburg (CSI 5*) mit Casall, 2. Platz in Cannes (CSI 5*) mit Casall, 2. Platz in Lausanne (CSI 5*) mit Casall
  - Nationenpreise (mit der schwedischen Mannschaft): 2. Platz in Rotterdam (CSIO 5*) mit Carusso, 1. Platz in Falsterbo (CSIO 5*) mit Ninja
- 2013:
  - Weltcup-Wertungsprüfungen: 2. Platz in Zürich (CSI 5*-W) mit Casall
  - Große Preise: 3. Platz in Bordeaux (CSI 5*-W) mit Quintero, 3. Platz in Göteborg (Rahmenprüfung Weltcupfinale) mit Casall, 3. Platz in Redefin (CSI 2*) mit Clarimo
  - Nationenpreise (mit der schwedischen Mannschaft): 3. Platz in Falsterbo (CSIO 5*) mit Casall
- 2014

| Platz | Veranstaltung                | Pferd  | Höhe   | Preisgeld |
| ----- | ---------------------------- | ------ | ------ | --------- |
| 1     | 12.01.2014 Basel (SUI)       | Casall | 1,60 m | 101.430 € |
| 1     | 26.07.2014 Chantilly (FRA)   | Casall | 1,60 m | 99.000 €  |
| 2     | 26.04.2014 Antwerpen (BEL)   | Casall | 1,60 m | 60.000 €  |
| 2     | 28.06.2014 Monte Carlo (MON) | Casall | 1,60 m | 60.000 €  |
| 3     | 14.12.2014 Geneva (SUI)      | Casall | 1,60 m | 128.250 € |

(Stand: 7. September 2013)